# ジョナ・ヘックス (映画)
『ジョナ・ヘックス』（原題: Jonah Hex）は、2010年のアメリカ映画。DCコミックスのスーパーナチュラル・ウエスタン『ジョナ・ヘックス』を原作とした西部劇映画である。
日本では劇場公開されず、ビデオスルーとして2010年12月22日にDVDが発売された。またWOWOWでは『ジョナ・ヘックス 傷を持つ復讐者』のタイトルで放送された。

## キャスト
※括弧内は日本語吹替
- ジョナ・ヘックス - ジョシュ・ブローリン（江川央生）
- クエンティン・ターンブル - ジョン・マルコヴィッチ（佐々木勝彦）
- ライラ - ミーガン・フォックス（北西純子）
- バーク - マイケル・ファスベンダー（江藤博樹）
- グラス中将 - ウィル・アーネット（落合弘治）
- クロス・ウィリアムズ - マイケル・シャノン
- アデルマン・ラスク - ウェス・ベントリー
- ユリシーズ・グラント大統領 - エイダン・クイン
- スミス - ランス・レディック
- ジェブ・ターンブル - ジェフリー・ディーン・モーガン（クレジットなし）

ジョシュ・ブローリンに決まる前にはトーマス・ジェーンがヘックス役を熱望しており、自腹で特殊メイク・アーティストを雇って外見を再現し、プロモーション用の写真を撮影していた。

## 製作
2000年に20世紀フォックスがプロデューサーのアキヴァ・ゴールズマンとロバート・ザッピアと共に1時間のテレビドラマにするために脚色していたが、結局製作までには至らなかった。2007年7月、ワーナー・ブラザースが映画化権を手にし、ゴールズマンとアンドリュー・ラザーと共に製作を始め、マーク・ネヴェルダインとブライアン・テイラーによって脚色がなされた。2008年10月、ジョシュ・ブローリンがジョナ・ヘックスを演じるために監督する予定だったネヴェルダインとテイラーと会談を行った。同年11月、ネヴェルダインとテイラーはスタジオとの意見の違いにより監督を降板した。スタジオは代わりにアンディ・フィックマンかマックGを雇用しようとした後、2009年1月までにジミー・ヘイワードを選んだ。撮影は2009年4月にルイジアナ州で開始された。

## サウンドトラック
音楽はマルコ・ベルトラミとヘヴィメタルバンドのマストドンが手掛ける。

## 公開

### 劇場公開
『ジョナ・ヘックス』は、2010年6月18日に米国で公開された。この日は、ディズニー/ピクサーの『トイ・ストーリー3』の公開日でもあった。

### グッズ
- トナードール社から2010年5月にサルーン・ライラが人形として発売された[11]。
- NECAからは、アクションフィギュア3体（ヘックス、ライラ、ターンブル）と映画に登場する小道具のレプリカの詰め合わせが発売されている[12]。
- WizKidsはHeroClix Battle Packとしてヘックス、ライラ、ターンブルの3体を発売した[13]。
- DCダイレクト（英語版）からはジョナ・ヘックスの胸像[14]、ライラの胸像[15]、1:6スケールのジョナ・ヘックス・コレクター・フィギュアが発売されている[16]。

### 家庭用メディア
本作は2010年10月19日にDVDとBlu-rayの両方が発売されたが、特典はなかった。その後、イギリスでは2010年12月13日にDVD、ブルーレイ、ダブルプレイで発売された。特典映像として、「削除シーン」、「The Inside Story of Jonah Hex」、「ピクチャー・イン・ピクチャー・コメンタリー」が収録されている。

## 評価

### 興行成績
『ジョナ・ヘックス』は興行的に大失敗した。2010年6月28日に北米の2825館で封切られ、公開初週週末3日間で537万9365ドルを稼ぎ、1館あたりの平均興行収入は1,904ドルにとどまり、初登場7位で幕を開けた。2週目の週末には1,627,442ドルの興行収入にとどまり、10位に転落した。2010年8月12日、4700万ドルの製作費に対し、北米では累計で1054万7117ドルを売り上げ、劇場公開を終了した。アメリカ国内での興行成績が悪かったため、海外ではあまり公開されず、アメリカ国外での興行成績は50万ドル以下であった。

### 批評家の反応
Rotten Tomatoesでは、『ジョナ・ヘックス』は、150件のレビューから12%の支持率を得ており、平均評価は3.47/10となっている。同サイトの批評家の意見では、「ジョシュ・ブローリンは最善を尽くしているが、短く焦点の定まらない『ジョナ・ヘックス』がスクリーン上で崩壊しないようにすることはできていない」とされている。Metacriticでは、32人の批評家から100点満点中33点の評価を得ており、「全般的に好ましくない評価」とされている。CinemaScoreの調査では、観客の平均評価はA+からFまでのスケールで「C+」であった。
The A.V. ClubのKeith Phippsは本作に滅多にださない「F」評価を与え、「スクリーンに映し出された81分（クレジットを含む）の『ジョナ・ヘックス』の映像は、タイトな締め切りの下で組み立てられたもののようで、おそらくその影響を受けている」と述べている。ロジャー・イーバートは本作に否定的な評価を与えた、「この映画はDCコミックスのキャラクターをベースにしており、それがプロットがあちこちに飛ぶ様の説明になるかもしれない。グラフィック・ノベルについてはよく耳にするが、これは奇妙なオカルトのアイデアを集めたグラフィック・アンソロジーのようなものだ」。

### 称賛
本作は、2010年のヒューストン映画批評家協会の協会賞授賞式で、その年の「最悪の作品」に選ばれた。さらに、第31回ゴールデンラズベリー賞では最低主演女優賞（ミーガン・フォックス）、最低スクリーンカップル賞（ジョシュ・ブローリンの顔とミーガン・フォックスの訛り）の2部門でノミネートされた。